# You & Me (альбом)
You & Me — пятый студийный альбом американского блюз-рокового музыканта Джо Бонамассы, вышедший 6 июня 2006 года на лейбле J&R Records. Альбом дебютировал в США на первом месте в чарте блюзовых альбомов Billboard Blues Albums.

## Отзывы
| Оценки критиков | Оценки критиков |
| Источник        | Оценка          |
| --------------- | --------------- |
| Allmusic        | [ 1 ]           |
| Prefix          | 4/10            |

Альбом получил положительные отзывы музыкальной критики и интернет-изданий. Музыкальный сайт Allmusic дал альбому You & Me 3,5 звезды из пяти, а рецензент Хэл Хоровиц назвал его «солидным блюз-роковым релизом и, возможно, его лучшей работой на сегодняшний день», но также и альбомом, «который не использует шансы, которые, как он утверждает, могут подтолкнуть гитариста на неизведанную территорию». Музыкальный журнал Prefix опубликовал свою рецензию с оценкой четыре из десяти, критикуя снисходительность стиля музыки, представленного на альбоме, что проявляется в многочисленных гитарных соло.

## Список композиций
| №   | Название                                                       | Автор(ы)                         | Длительность |
| --- | -------------------------------------------------------------- | -------------------------------- | ------------ |
| 1.  | «High Water Everywhere» (кавер песни Charley Patton)           | Charlie Patton                   | 4:06         |
| 2.  | «Bridge to Better Days»                                        | Joe Bonamassa                    | 5:07         |
| 3.  | «Asking Around for You»                                        | Bonamassa, Mike Himelstein       | 4:17         |
| 4.  | «So Many Roads» (кавер песни Otis Rush)                        | Marshall Paul                    | 7:05         |
| 5.  | «I Don't Believe» (кавер песни Bobby Bland)                    | Manuel Charles, Don Robey        | 3:22         |
| 6.  | «Tamp Em Up Solid» (кавер песни Ry Cooder)                     | Ry Cooder                        | 2:30         |
| 7.  | «Django» (кавер песни Django Reinhardt)                        | Robert Bosmans, Etienne Lefebvre | 4:56         |
| 8.  | «Tea for One» (кавер песни Led Zeppelin)                       | Jimmy Page, Robert Plant         | 9:34         |
| 9.  | «Palm Trees Helicopters and Gasoline»                          | Bonamassa                        | 1:47         |
| 10. | «Your Funeral and My Trial» (кавер песни Sonny Boy Williamson) | Sonny Boy Williamson             | 2:59         |
| 11. | «Torn Down»                                                    | Bonamassa, Gregg Sutton          | 4:28         |

## Чарты
В США альбом дебютировал на первом месте в чарте блюзовых альбомов Billboard Blues Albums и одну неделю возглавлял его.
| Чарт (2006)                    | Высшая позиция |
| ------------------------------ | -------------- |
| Нидерланды Dutch Albums Chart  | 68             |
| США Billboard Top Blues Albums | 1              |